# Fornever
Fornever (ou For(n)ever) é o quarto álbum de estúdio da banda americana de rock Hoobastank, lançado em 27 de janeiro de 2009 nos Estados Unidos. O álbum alcançou a 26ª posição na parada musical Billboard 200 e a 7ª na Billboard Top Rock Albums na sua primeira semana de lançamento. 
O primeiro single "My Turn" foi lançado em 14 de outubro de 2008, seguido de "So Close, So Far" e "The Letter", lançados em 27 de janeiro e 18 de junho de 2009, respectivamente. 
"I Don't Think I Love You" aparece no álbum Transformers: Revenge of the Fallen – The Album, e "Sick of Hanging On" na trilha sonora do Pro Evolution Soccer 2010.

## Faixas
| N.º | Título                                   | Duração |  |
| 1.  | "My Turn"                                | 3:10    |  |
| 2.  | "I Don't Think I Love You"               | 3:41    |  |
| 3.  | "So Close, So Far"                       | 3:17    |  |
| 4.  | "All About You"                          | 2:58    |  |
| 5.  | "The Letter" (dueto com Vanessa Amorosi) | 3:57    |  |
| 6.  | "Tears of Yesterday"                     | 3:59    |  |
| 7.  | "Sick of Hanging On"                     | 3:15    |  |
| 8.  | "You're the One"                         | 3:58    |  |
| 9.  | "Who the Hell Am I?"                     | 4:02    |  |
| 10. | "You Need to Be Here"                    | 3:04    |  |
| 11. | "Gone Gone Gone"                         | 3:37    |  |

| Faixas bônus |                                       |         |  |
| N.º          | Título                                | Duração |  |
| 12.          | "Replace You" (faixa bônus japonesa)  | 4:20    |  |
| 13.          | "Stay with Me" (faixa bônus japonesa) | 4:07    |  |

## Posições nas paradas
| Parada musical (2009) | Melhor posição |
| --------------------- | -------------- |
| Billboard 200         | 26             |
| ARIA Charts           | 88             |
| Oricon                | 6              |

## Histórico de lançamento
| Região         | Data                  | Catálogo # |
| -------------- | --------------------- | ---------- |
| Estados Unidos | 27 de janeiro de 2009 | 1239902    |
| Austrália      | 26 de junho de 2009   | 2708708    |
| França         | 3 de março de 2009    |            |